# Chiesa di San Filippo Neri (Cecchina)
La chiesa di San Filippo Neri è la parrocchiale di Cecchina, frazione di Albano Laziale, in città metropolitana di Roma Capitale e sede vescovile della sede suburbicaria di Albano.

## Storia

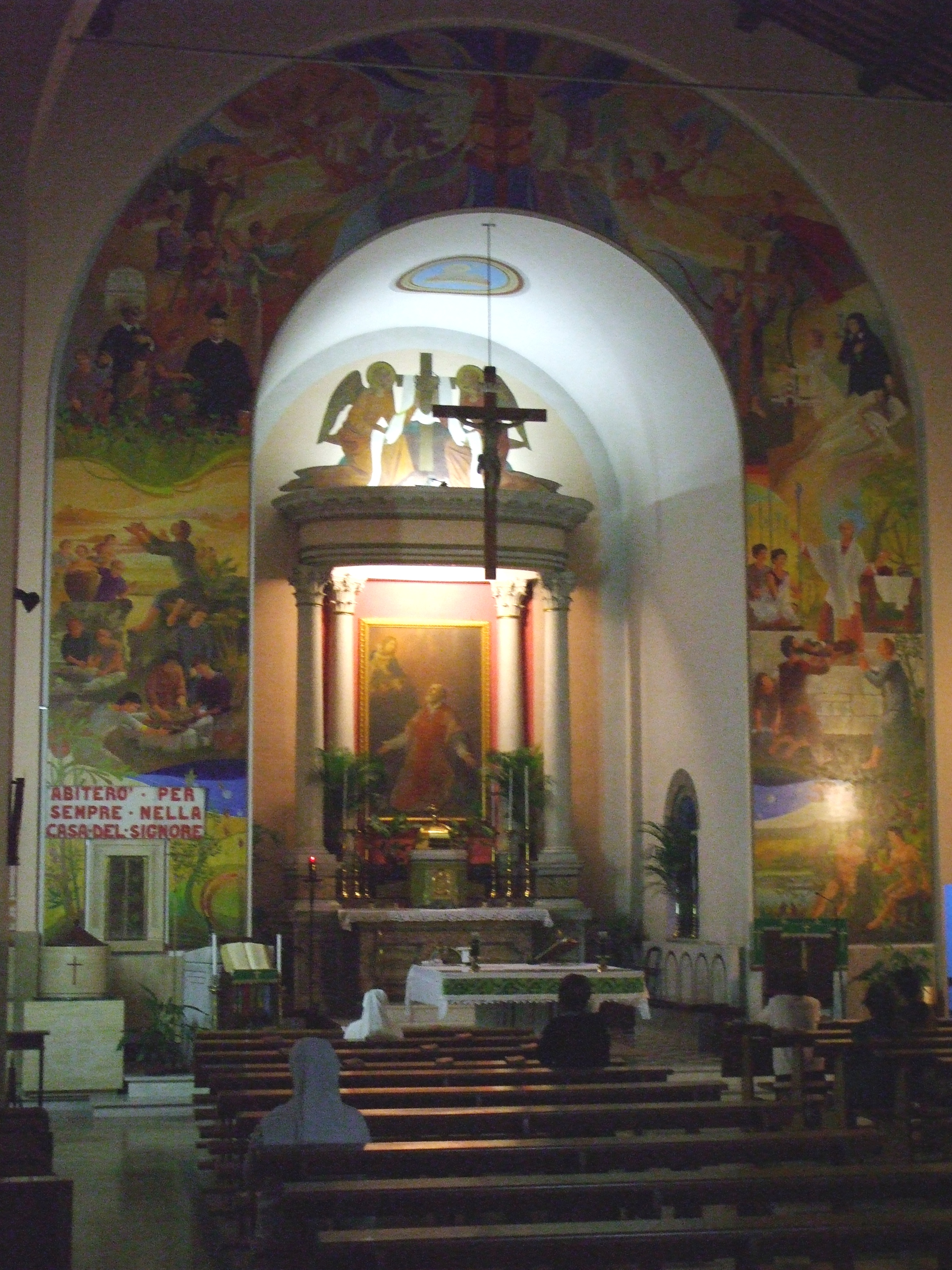
La navata e l'altare, con il dipinto raffigurante San Filippo Neri in adorazione la Madonna ed il Bambino Gesù

La chiesa venne fondata nel 1941 su un terreno donato dalla vedova del marchese Filippo Ferrajoli alla diocesi di Albano Laziale, con l'impegno che vi fosse costruita una chiesa dedicata a san Filippo Neri, in onore del defunto marchese. La dedicazione avvenne per opera del cardinale vescovo Gennaro Granito Pignatelli di Belmonte. La sua gestione è fin dalla sua fondazione affidata alla Congregazione della Sacra Famiglia di Nazareth di San Giovanni Battista Piamarta.
Ad oggi, la chiesa è una delle parrocchie più grandi ed attive della diocesi, e vanta un oratorio parrocchiale ben attrezzato che è centro di aggregazione di molti giovani dedicato al santo fondatore della congregazione.

## La parrocchia
La parrocchia conta più di 12 000 abitanti, e si estende nei comuni di Albano Laziale, Ariccia ed Ardea includendo tutto l'abitato di Cecchina.

## Galleria d'immagini

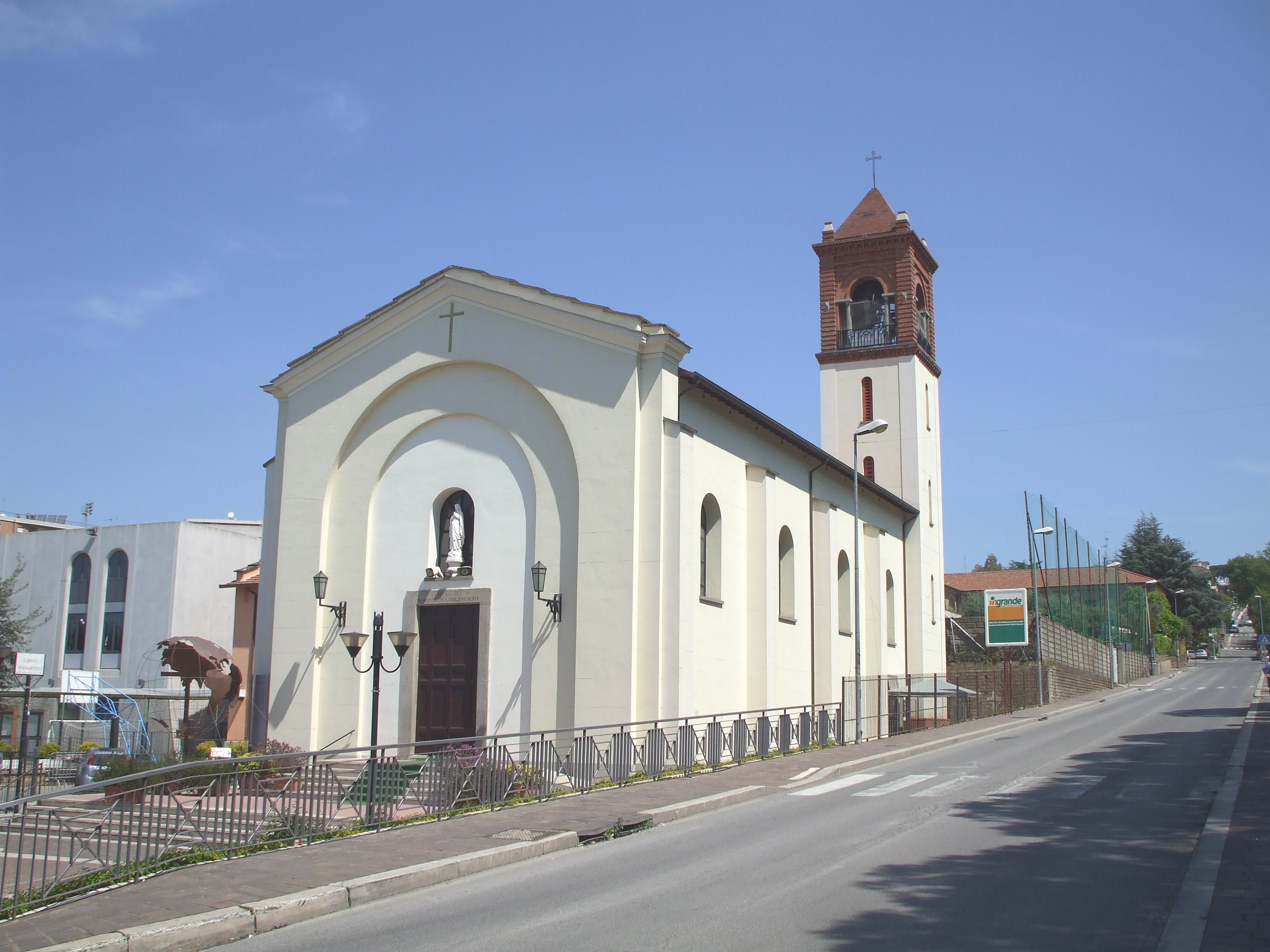
Panorama della chiesa
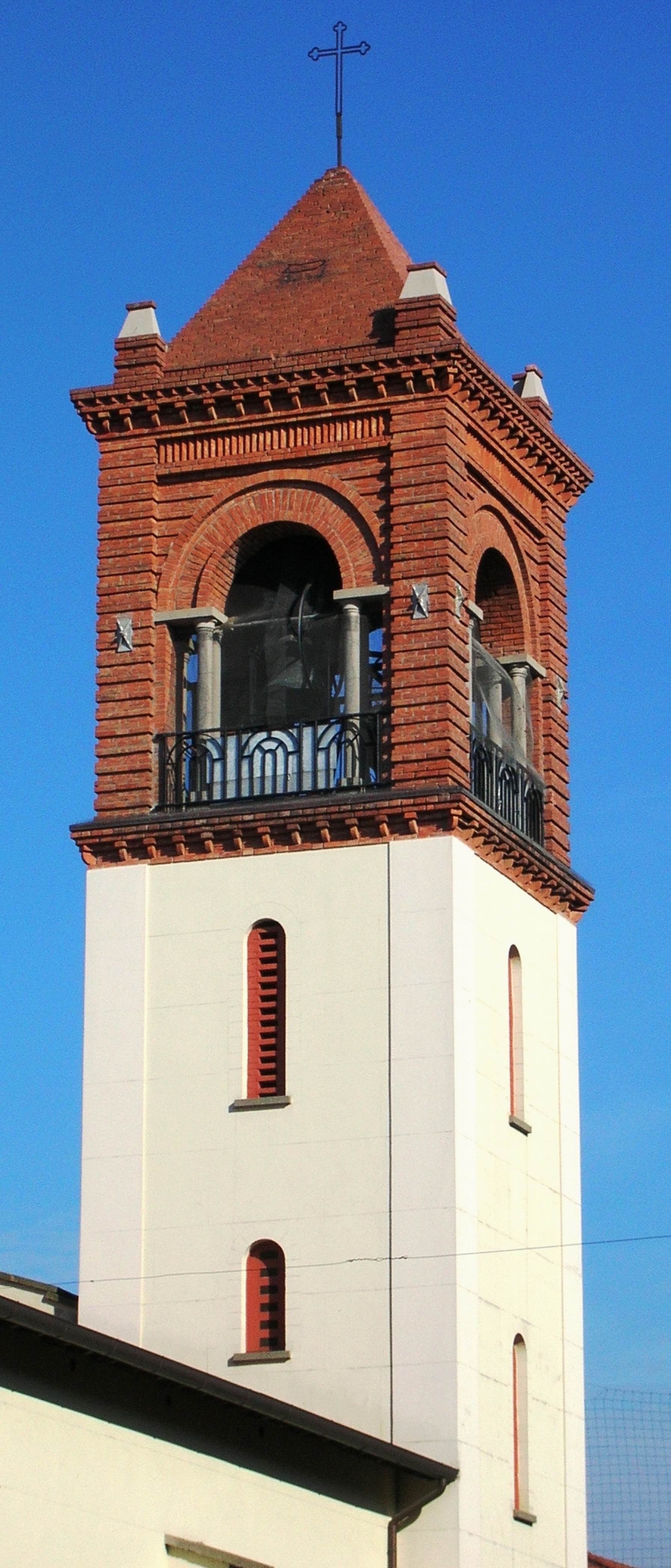
Particolare del campanile
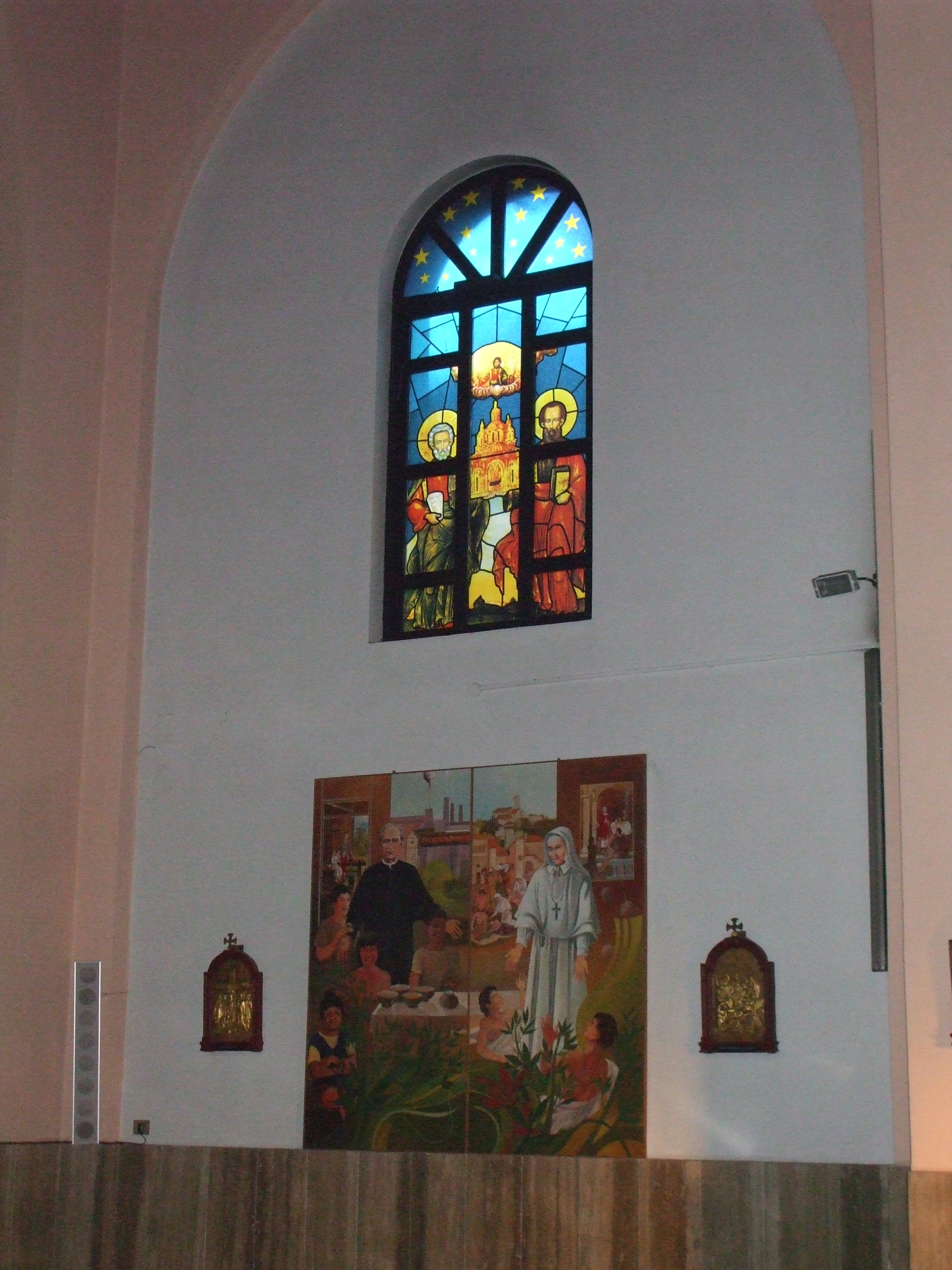
Decorazioni sulla parete destra
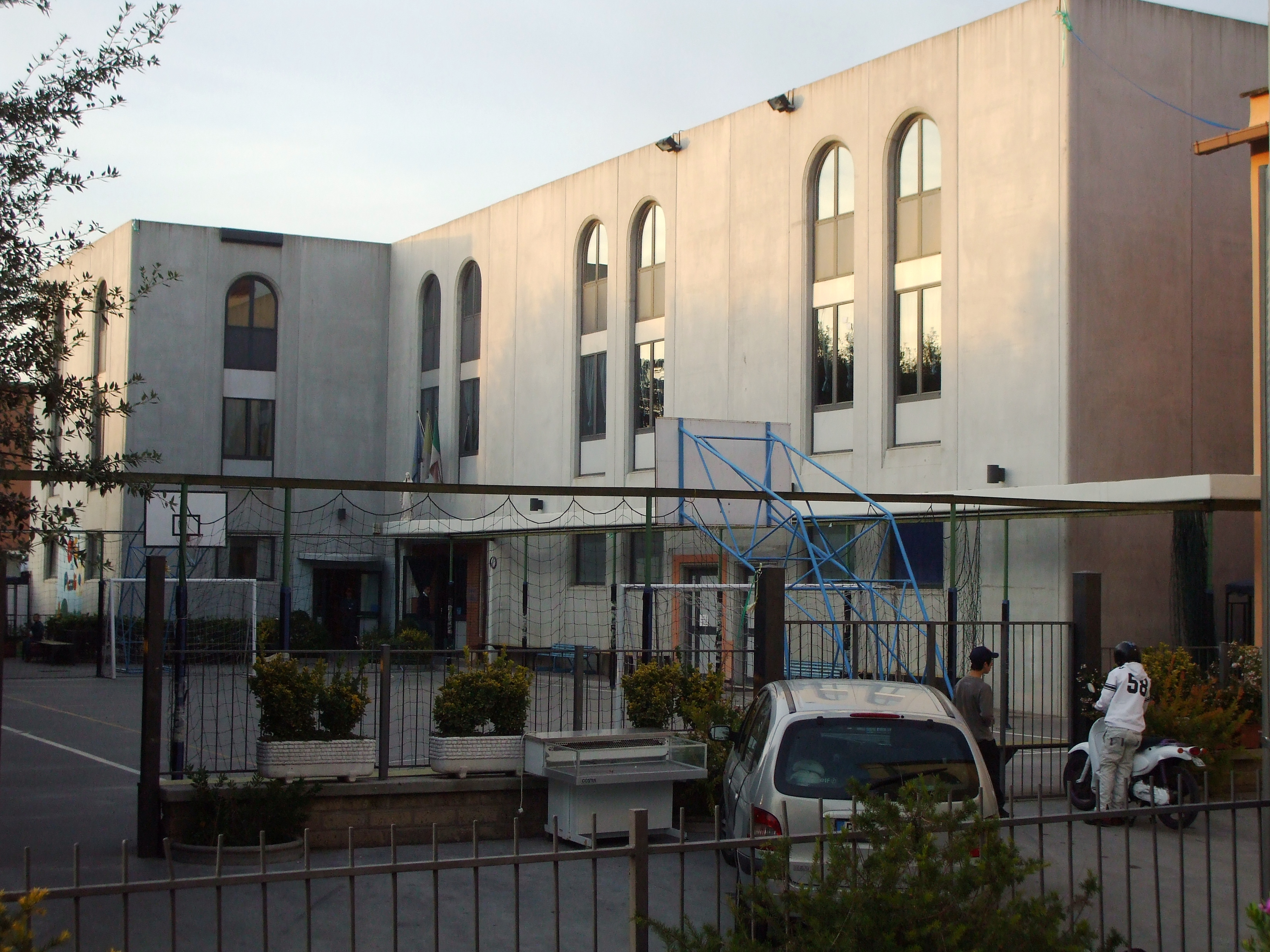
L'oratorio della parrocchia
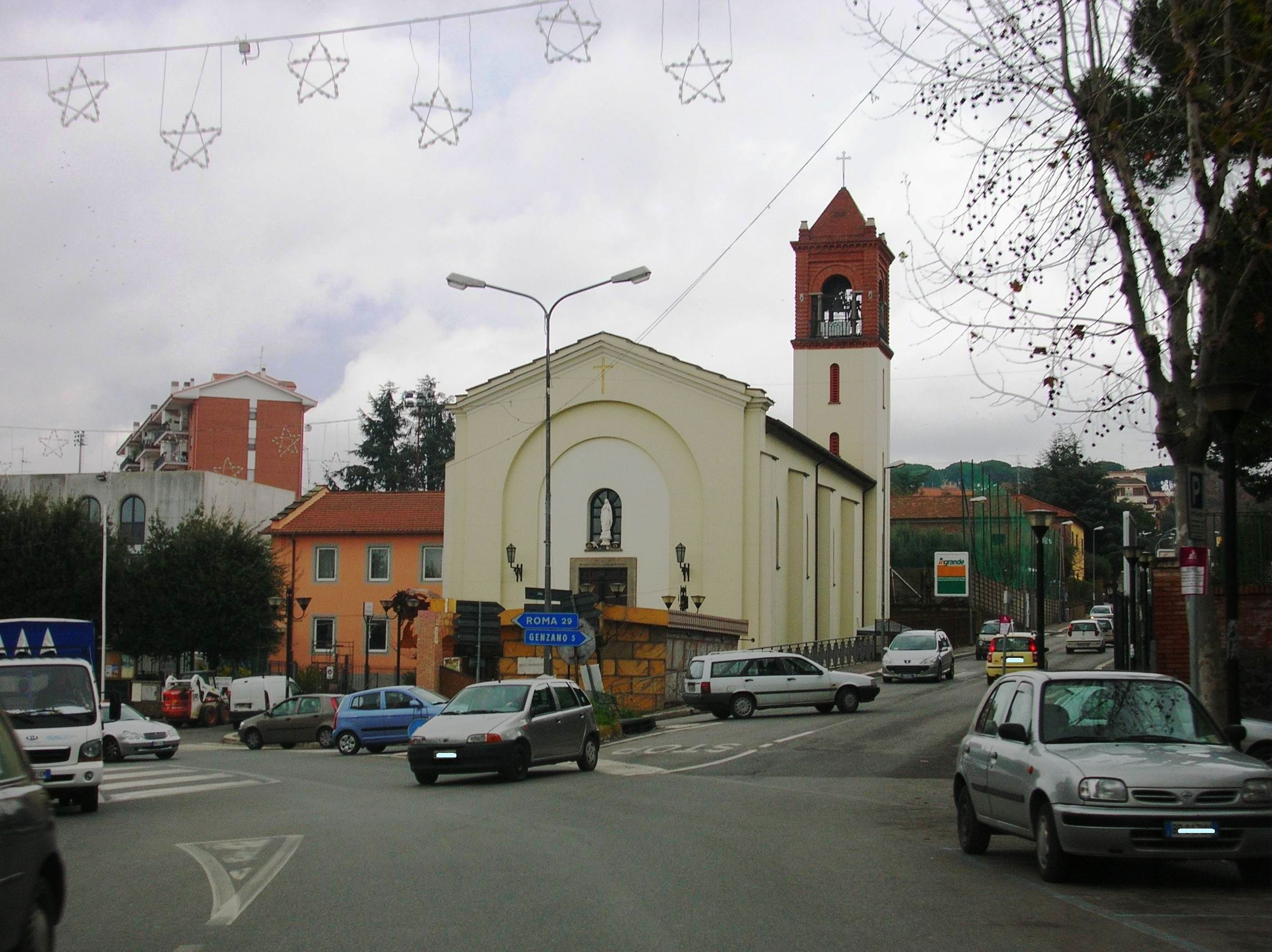
Panorama della chiesa